# Tuffi ai Giochi della XVIII Olimpiade
Le gare di tuffi dei Giochi olimpici di Tokio si svolsero complessivamente dall'11 al 18 ottobre 1964 negli impianti dello Yoyogi National Gymnasium.
Gli eventi disputati furono quattro: la piattaforma 10 metri e il trampolino 3 metri, sia al maschile che al femminile.

## Podi

### Uomini
| Evento                      | Oro                | Perform. | Argento        | Perform. | Bronzo             | Perform. |
| Trampolino 3 m (dettagli)   | Kenneth Sitzberger | 159,90   | Francis Gorman | 157,63   | Lawrence Andreasen | 143,77   |
| Piattaforma 10 m (dettagli) | Robert Webster     | 148,58   | Klaus Dibiasi  | 147,54   | Thomas Gompf       | 146,57   |

### Donne

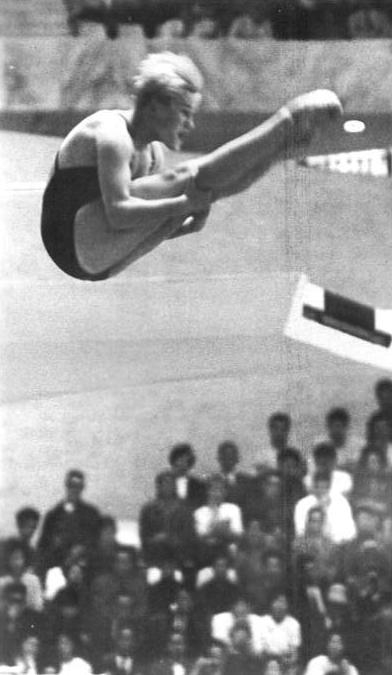
Ingrid Krämer.

| Evento                      | Oro           | Perform. | Argento        | Perform. | Bronzo           | Perform. |
| Trampolino 3 m (dettagli)   | Ingrid Krämer | 145,00   | Jeanne Collier | 138,36   | Mary Willard     | 138,18   |
| Piattaforma 10 m (dettagli) | Lesley Bush   | 99,80    | Ingrid Krämer  | 98,45    | Galina Alekseeva | 97,60    |

## Medagliere
| Posizione | Paese                     | Oro | Argento | Bronzo | Totale |
| --------- | ------------------------- | --- | ------- | ------ | ------ |
| 1         | Stati Uniti               | 3   | 2       | 3      | 8      |
| 2         | Squadra Unificata Tedesca | 1   | 1       | 0      | 2      |
| 3         | Italia                    | 0   | 1       | 0      | 1      |
| 4         | Unione Sovietica          | 0   | 0       | 1      | 1      |
| Totale    | Totale                    | 4   | 4       | 4      | 12     |